# Rafik Darragi
Rafik Darragi (Susa, 1939) è uno scrittore tunisino, residente in Francia.
Dopo il dottorato all'Università Sorbonne - Paris IV, Rafik Darragi è professore di letteratura inglese all'Università di Tunisi e di Parigi. Fu decorato dell'Ordre de l'Éducation de la République tunisienne.

## Opere
- La confession de Shakespeare, L'Harmattan, 2007. ISBN 2296027482
- Sophonisbe: la gloire de Carthage, Séguier, 2004. ISBN 2840494086
- Le faucon d'Espagne, L'Harmattan, 2003. ISBN 2747536483
- Egilona: La dernière reine des wisigoths, L'Harmattan, 2002. ISBN 2747527395
- The sword and the mask: violence in Jacobean tragedy : Shakespeare's contemporaries and successors, Université de Tunis I, 1995. ISBN 9973922263
- La Violence dans la tragédie jacobéenne: contemporains et successeurs de Shakespeare, s.n., 1984